# Funar alközség
Funar alközség harmadik szintű közigazgatási egység Albánia központi részén, a Krrabai-hegységben, Elbasantól légvonalban 10, közúton 20 kilométerre északi irányban. Elbasan megyén belül Elbasan község része, központja Branesh, további beosztott települései Bixella (Bicella), Ceruja (Cerruja), Korra, Krraba e Vogël, Mollagjesh, Preça e Poshtme, Preça e Sipërme és Stafaj. A 2011-es népszámlálás alapján Funar alközség népessége 2122 fő. Neve gyakran Funarë / Funara alakban is felbukkan.
A Krrabai-hegység fejletlen úthálózatú vidéke. Legmagasabb pontja az északi részén emelkedő, 1417 méteres Korrai-hegy (Maja e Korrës), a Zall i Korrës (’Korrai-kavicsos’) forrásvidéke. Aprófalvai 600-800 méteres tengerszint feletti magasságban fekszenek, ez alól egyedül a keleti peremén, a Zaranika-patak völgyében fekvő Preça e Poshtme kivétel. Bicella és Branesh környékén, a Funari-fennsíkon növénytermesztés folyik.
Bicellában műemlékvédelem alatt álló templomrom, a falu melletti Szűz Mária-hegyen pedig várrom található.